# Donovan Gregory
Donovan Gregory (Matthews, 2 februari 2001) is een Amerikaans basketballer.

## Carrière
Gregory speelde collegebasketbal voor de Appalachian State Mountaineers van 2019 tot 2024. Hij werd niet gekozen in de NBA draft van 2024. Hij tekende daarna zijn eerste profcontract bij Okapi Aalst in de BNXT League. In oktober 2024 verliet hij Okapi Aalst alweer.